# Jonas Hedberg
Jonas Alf Hedberg, född 18 april 1903 i Karlstad, död 14 december 2007, var en svensk militär med graden överstelöjtnant samt fotograf och militärhistoriker. Vid sin död var han folkbokförd i Engelbrekts församling.
Hedberg växte upp i Karlstad och påbörjade sedan studier vid krigsskolan i Karlberg. År 1925 utexaminerades han från Karlberg som fänrik vid Norrlands artilleriregemente, A 4. Hedberg var under kriget batterichef vid Tornedalen 1939, men efter 9 april 1940 fortsatte han i samma roll i trakten av Duved. År 1944 övergick han till Bergslagens artilleriregemente A9.
Hedberg påbörjade sin forskning med verket Norrlandsartilleriets historia, vilket senare följdes av en omfattande vetenskaplig produktion som resulterade i totalt 20 band. En stor del av denna litteratur togs fram i nära samarbete med det finska artilleriet. Samarbetet ledde till att Hedberg belönades med Finlands främsta artilleriutmärkelse, Nenonenmedaljen. Medaljen är uppkallad efter general Vilho Nenonen, som utvecklade de artillerimetoder som bidrog till det finska artilleriets framgångar under andra världskriget. Hedberg tilldelades totalt elva finska utmärkelser, däribland titeln Kommendör av Finlands Lejons Orden och Frihetskorset av tredje klassen med svärd. Den hedersbetygelse han värderade högst var dock invalet i Finlands Litterära Samfund.

## Militära utmärkelser (i urval)
- Kommendör av Finlands Lejons orden.
- Frihetskorset, tredje klassen.
- Konungens medalj i hög blått band; 8:e storleken.[6]
- Kungliga Krigsvetenskapsakademiens belöningsmedalj.